# Condado de Throckmorton
O Condado de Throckmorton é um dos 254 condados do estado norte-americano do Texas. A sede do condado é Throckmorton, e sua maior cidade é Throckmorton.
O condado possui uma área de 2 371 km² (dos quais 8 km² estão cobertos por água), uma população de 1 850 habitantes, e uma densidade populacional de 0,7 hab/km² (segundo o censo nacional de 2000).
O condado foi criado em 1858. É um dos 46 condados do Texas que proibem a venda de bebidas alcoólicas.